# Хирано, Ёдзо
Ёдзо Хирано (англ. Yozo Hirano, яп. 平野 陽三, род. 12 октября 1985) — кастинг-директор съёмочной группы, продюсер в компании SPACETODAY INC.
Космический турист, проходил подготовку к 12-суточному полету на транспортном космическом корабле «Союз МС-20», запуск которого состоялся с космодрома Байконур 8 декабря 2021 года. В космическом полёте выполнял обязанности помощника японского миллиардера Юсаку Маэдзавы, который оплатил на космическом корабле два туристических места.

## Образование и профессиональная деятельность
Ёдзо Хирано родился в 1985 году в Имабари, префектуре Эхиме, Япония. Окончил университет префектуры Киото по специальности кастинг-директор фотогруппы. После окончания университета поступил на работу в компанию ZOZO Co. Ltd, где отвечал за менеджмент и работал кастинг-директором (режиссёром по подбору актёров) съёмочной группы. Затем работал продюсером в компании SPACETODAY INC. В настоящее время работает продюсером и менеджером в частных проектах Маэдзавы, включая съемки для канала Маэдзавы на YouTube, благодаря чему был выбран Маэдзавой для миссии на МКС, где Ёдзо будет отвечать за видеосъемку во время их пребывания.

## Космическая подготовка
13 мая 2021 года компания Space Adventures объявила, что Ёдзо Хирано успешно прошёл медкомиссию и с июня 2021 года вместе с Юсаку Маэдзава прошёл подготовку к полёту на транспортном пилотируемом корабле «Союз МС-20», запуск которого был запланирован на 8 декабря 2021 года.
15 июня 2021 года в ЦПК имени Ю. А. Гагарина состоялось представление участников космического полета 20-й экспедиции посещения руководству и сотрудникам Центра. Вместе с Ю. Маэдзава и Ё. Хирано в тренировках принимал участие и Сюн Огисо — менеджер по связям с общественностью корпорации «Старт Тудей».

## Полёт
8 декабря 2021 года, в 10:38:15 по московскому времени, с площадки № 31 космодрома Байконур состоялся успешный пуск ракеты-носителя «Союз-2.1а» с пилотируемым кораблем «Союз МС-20». В составе экипажа: космонавт Роскосмоса Александр Мисуркин (командир корабля) и два участника 20-й экспедиции посещения МКС — японский предприниматель Юсаку Маэдзава и его ассистент Ёдзо Хирано. Полёт «Союз МС-20» проходил по четырёхвитковой схеме сближения с Международной космической станцией. Стыковка корабля с МКС была произведена в 16:40:44 по московскому времени в автоматическом режиме. По окончании проверки герметичности стыка между космическим кораблём и модулем «Поиск» экипаж корабля перешёл на борт МКС.
Длительность космического полёта составила 12 дней, в ходе 20-й экспедиции посещения на МКС Хирано отвечал за медийное освещение полёта Юсаку Маэдзавы.
19 декабря экипаж покинул МКС, закрыл люки на корабле и приготовился к расстыковке. 20 декабря в 02:50 мск «Союз МС-20» отстыковался от станции. В 05:18 мск двигательная установка корабля включилась на торможение. После этого «Союз» разделился на отсеки и вошёл в плотные слои атмосферы, затем над спускаемым аппаратом раскрылся основной парашют. Спускаемый аппарат пилотируемого корабля «Союз МС-20» приземлился в 148 км юго-восточнее от города Жезказган в Казахстане.